# Melica cupani
Melica cupani là một loài thực vật có hoa trong họ Hòa thảo. Loài này được Guss. mô tả khoa học đầu tiên năm 1832.